# Station Livry-sur-Seine
Station Livry-sur-Seine is een spoorwegstation aan de spoorlijn Corbeil-Essonnes - Montereau. Het ligt in de Franse gemeente Livry-sur-Seine in het Franse departement Seine-et-Marne (Île-de-France).

## Geschiedenis
Het station werd op 1 juni 1897 geopend door de Compagnie des chemins de fer de Paris à Lyon et à la Méditerranée bij de opening van de sectie Corbeil-Essonnes - Montereau. Sinds zijn oprichting is het eigendom van de Société nationale des chemins de fer français (SNCF).

## Ligging
Het station ligt op kilometerpunt 59,711 van de spoorlijn Corbeil-Essonnes - Montereau.

## Diensten
Het station wordt aangedaan door treinen van Transilien lijn R rijdende tussen Melun en Montereau via Héricy.

## Vorig en volgend station
| Richting | Vorig station | Lijn    | Volgend station | Richting               |
| -------- | ------------- | ------- | --------------- | ---------------------- |
| Melun    | Melun         | Trans R | Chartrettes     | Montereau (via Héricy) |